# Koptiska Kairo
Koptiska Kairo är en del av gamla Kairo som omfattar Babylonfortet, Koptiska museet, Hängande kyrkan och många andra koptiska kyrkor och historiska platser. Troende menar att den heliga familjen besökte området och stannade vid platsen för Sankt Sergius och Bacchus kyrkan (Abu Serga). Koptiska Kairo var kristendomens bas i Egypten till den islamiska tiden. De flesta kyrkor som finns idag byggdes efter arabernas erövring av Egypten.
Området var bosatt så tidigt som 500-talet f.Kr. när perserna byggde ett fort på Nilen samt en kanal från Nilen till Röda havet. Den persiska bosättningen kallades Babylon, som erinrar om antikens stad vid floden Eufrat. Babylon i Egypten blev viktigare när Memphis och Heliopolis förföll men under den ptolematiska tiden var Babylon och dess invånare så gott som bortglömda. Traditioner säger att den heliga familjen besökte området när de flydde till Egypten för att undkomma Herodotos. Det sägs också att kristendomen började spridas i Egypten när Sankt Markus kom till Alexandria. Han blev kyrkans förste patriark, men den religiösa rörelsen var hemlig under tiden som romarna styrde.

## Kyrkor i Koptiska Kairo
- Sankt Mary (Haret Elroum)
- Sankt Mercurius
- Sankt Sergius och Bacchus (Abu Serga)
- Den hängande kyrkan
- Heliga jungfrun (Babylon El-Darag)
- Sankt Barbarakyrkan i Koptiska Kairo
- Sankt Menas
- Sankt Georges kloster och kyrka